# كيث كامبل (لاعب كريكت)
كيث كامبل (بالإنجليزية: Keith Campbell)‏ (20 مارس 1943 في نيوزيلندا - ) هو لاعب كريكت نيوزلندي. لعب مع فريق أوتاغو للكريكت ‏.

## وصلات خارجية
- كيث كامبل على موقع إي آس بي آن كريك إنفو (الإنجليزية)